# Dhanaula
Dhanaula är en ort i Indien.   Den ligger i distriktet Barnala och delstaten Punjab, i den norra delen av landet, 240 km nordväst om huvudstaden New Delhi. Dhanaula ligger 228 meter över havet och antalet invånare är 19 281.
Terrängen runt Dhanaula är mycket platt. Runt Dhanaula är det tätbefolkat, med 383 invånare per kvadratkilometer. Närmaste större samhälle är Barnala, 10,5 km norr om Dhanaula. Trakten runt Dhanaula består till största delen av jordbruksmark.